# Kathi Liers
Kathi Liers (* 1965 in Berlin) ist eine deutsche Drehbuchautorin und Filmregisseurin.

## Leben
Kathi Liers absolvierte ihr Schauspielstudium an der Hochschule für Schauspielkunst Ernst Busch Berlin und war als Schauspielerin unter anderem am Deutschen Theater Berlin, der Volksbühne Berlin sowie bei einigen Kino- und Fernsehproduktionen tätig. Sie schloss ein Aufbaustudium der Filmregie an der Universität Hamburg an. Heute arbeitet Kathi Liers als Autorin und lebt mir ihrer Familie in Berlin und in der Uckermark.

## Filme
- 1991: Mein Bruder, der Clown (TV-Spielfilm, Darstellerin)
- 1991: Unter dem Berg (TV-Spielfilm, Darstellerin)
- 1991/1992: Das Land hinter dem Regenbogen (Spielfilm, Darstellerin)
- 1992: Verlorene Landschaft (TV-Spielfilm, Darstellerin)
- 1993: Kanarie (Kurzspielfilm, Regie)
- 1994: Les jeux a deux – Die Spiele zu Zweit (Spielfilm, Darstellerin)
- 1999: Mein Freund, seine Mutter und die Elbe (Kurzspielfilm, Regie)
- 1999: Hort der Vampire (Kurzspielfilm, Regie)
- 2005: GG19 (Kinospielfilm/Drehbuch [u. a.], Regie: Kerstin Polte, Carolin Otterbach, Suzanne von Borsody u. a.)
- 2005: Die Vier von der Quelle (Dokumentarfilm, Buch, Regie)
- 2014: Neufeld, mitkommen! (Spielfilm, Drehbuch, Regie: Tim Trageser)
- 2018: Macht euch keine Sorgen (Spielfilm, Drehbuch, Regie: Emily Atef)
- 2019: Meine Nachbarn mit dem dicken Hund (Spielfilm, Drehbuch, Regie: Ingo Rasper)
- 2022: Zurück aufs Eis (Spielfilm, Drehbuch, Regie: Hanno Olderdissen)

## Auszeichnungen
- 2015: Neufeld, mitkommen! – Grimme-Preis-Nominierung, Deutscher Fernsehpreis in der Kategorie: Beste weibliche Hauptrolle (Christina Große)
- 2019: Macht euch keine Sorgen – Goldene Kamera, Nominierung in den Kategorien: Bester Spielfilm, Bester Hauptdarsteller (Jörg Schüttauf)
- 2020: Meine Nachbarn mit dem dicken Hund – Hessischer Film- und Kinopreis in der Kategorie: Beste Schauspielerin (Steffi Kühnert)